# Tlogopayung
Tlogopayung is een bestuurslaag in het regentschap Kendal van de provincie Midden-Java, Indonesië. Tlogopayung telt 3574 inwoners (volkstelling 2010).